# Confetti

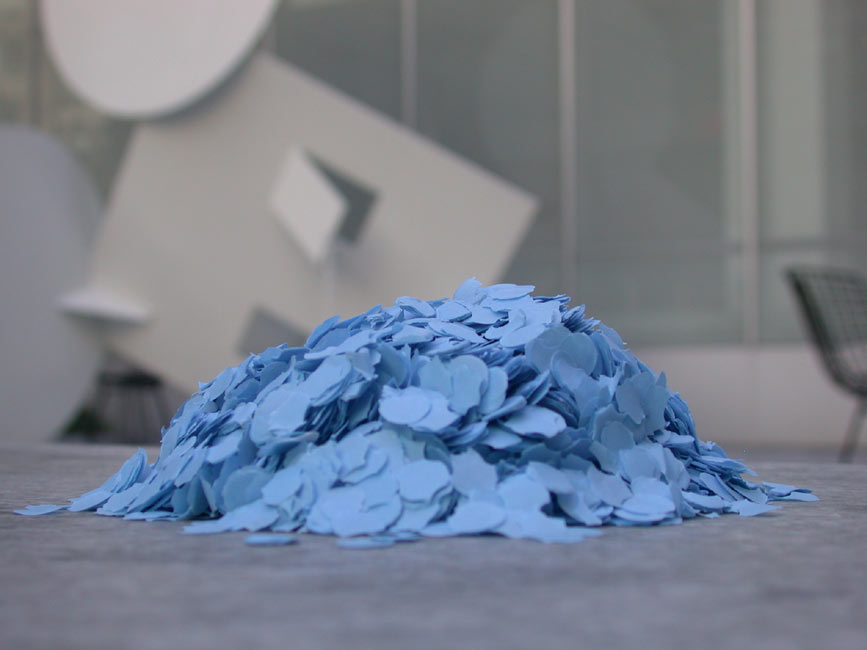
Confetti (blauw)

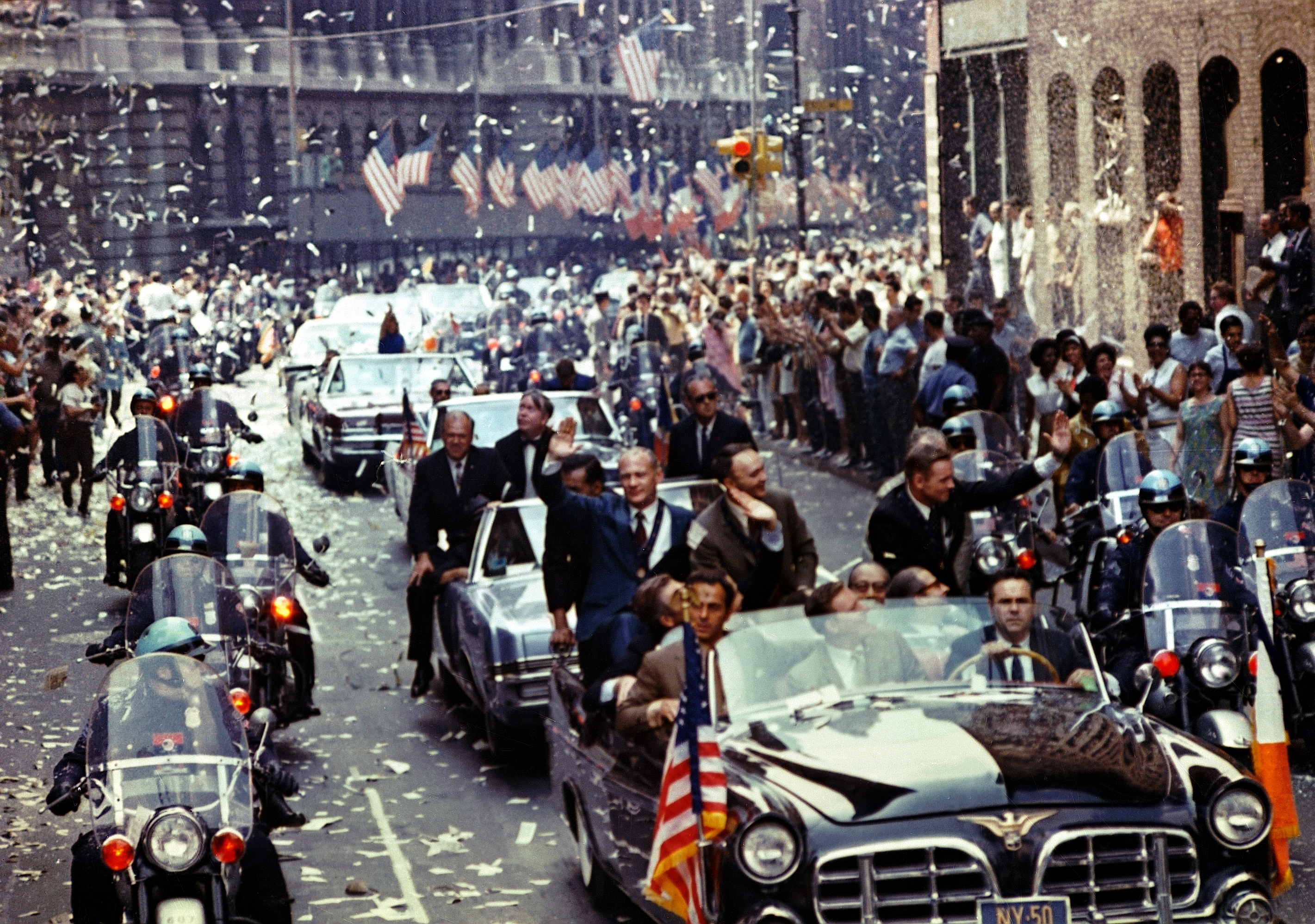
Ticker-tapeparade voor de Apollo 11, 1969

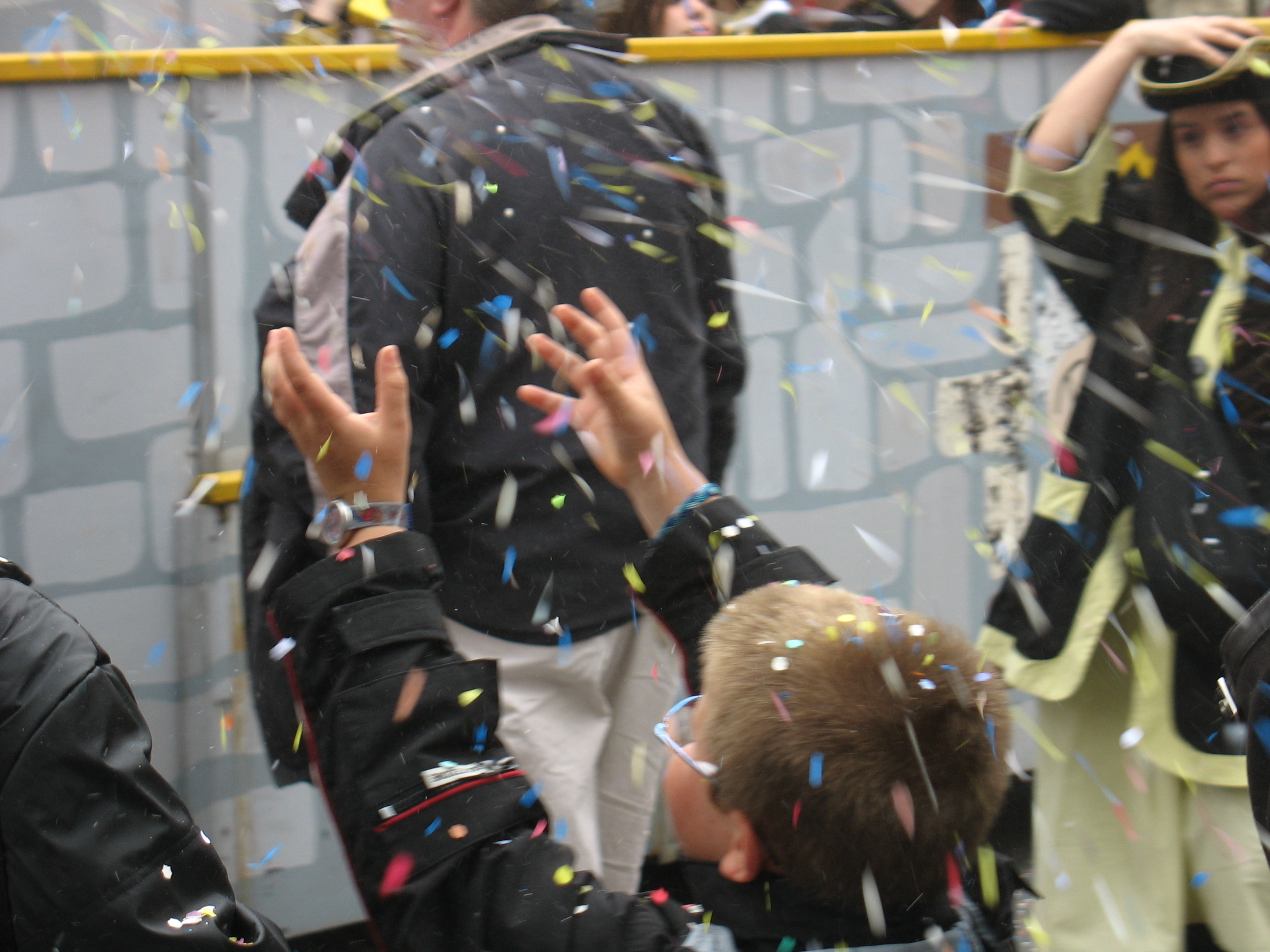
Confetti gespoten uit een confettikanon

Confetti is een feestversiering die het meest voorkomt in de vorm van over een menigte uit te strooien papiersnippers, maar het kan ook van zijde, plastic en folie vervaardigd zijn. De versiering wordt vaak toegepast op kinderfeestjes en tijdens carnaval.
Het maken van confetti is eenvoudig met behulp van een perforator en gekleurd papier of karton. Vaak wordt een confettikanon of partypopper gehanteerd om de confetti te lanceren. Het mechanisme daarvoor is hoge luchtdruk gebruikt of een kleine hoeveelheid buskruit. Dat is niet geheel zonder gevaar en is dan ook, als schertsvuurwerk, verboden voor kinderen onder de twaalf jaar.

## Geschiedenis
Het gebruik van confetti is voor het eerst beschreven in Parijs in 1891, bij Casino de Paris. De confetti die hier gebruikt werd, bestond uit handmatig in stukjes geknipte oude feestversieringen. 
Ook vóór 1891 werd een grotere vorm van confetti reeds gebruikt bij Amerikaanse parades, de zogeheten 'ticker-tapeparades'. Daarvoor werden de smalle papierstroken van telegrafieapparatuur uit de beurshandel gebruikt, later ook ponsbanden.
De confetti die tegenwoordig wordt verkocht is veelal een restproduct van het perforeren van papier; er zijn ook gespecialiseerde bedrijven die confetti in allerlei verschillende vormen produceren. Plastic confetti en snippers die niet snel in de natuur worden afgebroken zijn zwerfafval en schadelijk voor het milieu.

## Snoepgoed
In Italië zijn confetti snoepjes van in suiker gegoten amandelen, die bij bruiloften aan de gasten uitgedeeld werden. De letterlijke vertaling uit het Italiaans is dan ook "suikerwaren". Traditioneel ontving iedere gast op een bruiloft vijf confetti, deze stonden symbool voor gezondheid, welvaart, geluk, vruchtbaarheid en een lang leven.
Ze zijn ook gekend als Confetti di Sulmona een specialiteit van de gemeente Sulmona in de provincie L'Aquila, Abruzzo. Ze worden soms versierd en ook gebruikt om bloemen en andere decoratieve elementen met te creëren.

Italiaanse confetti
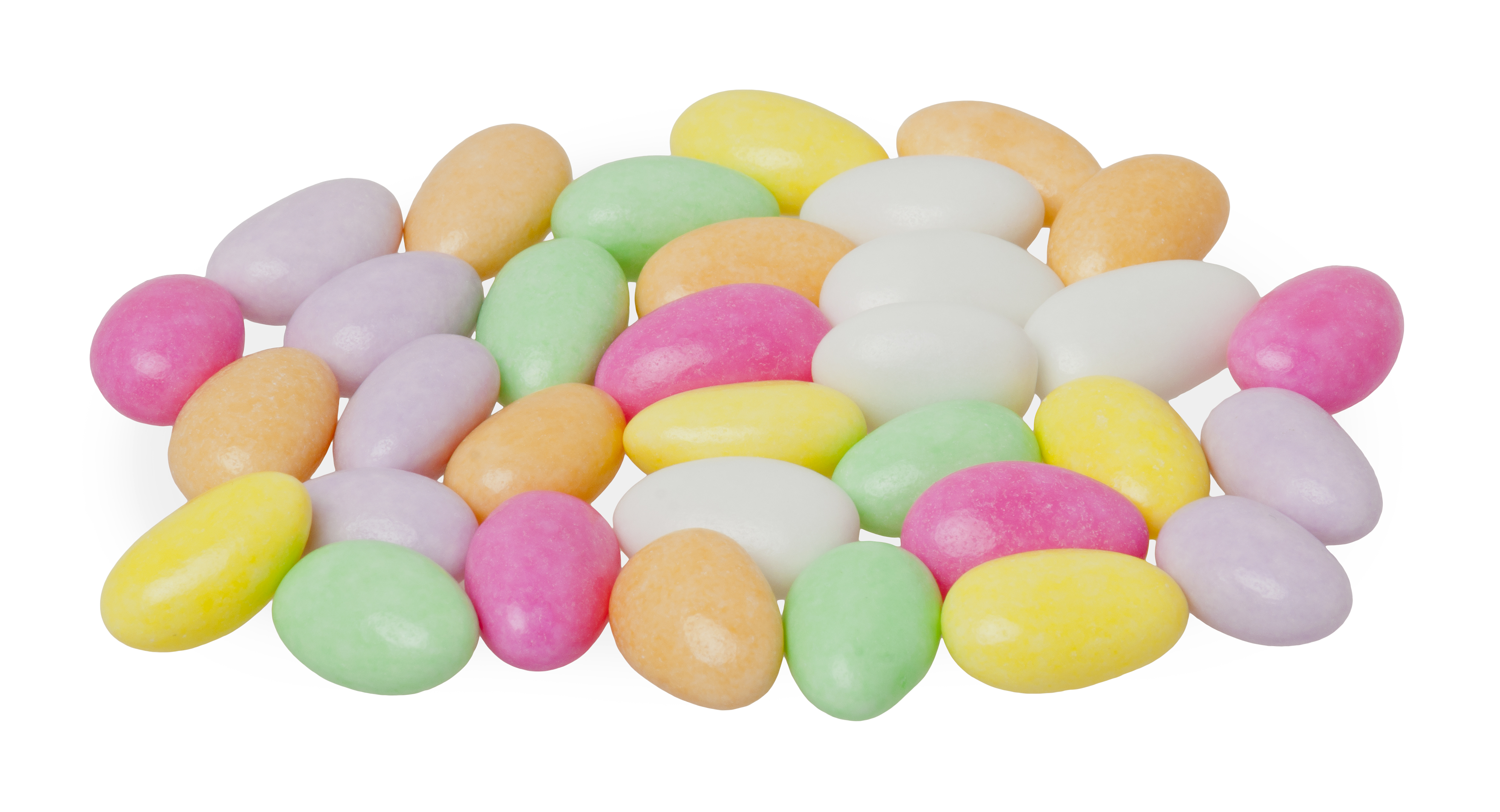
Confetti van amandelen in gekleurde suiker
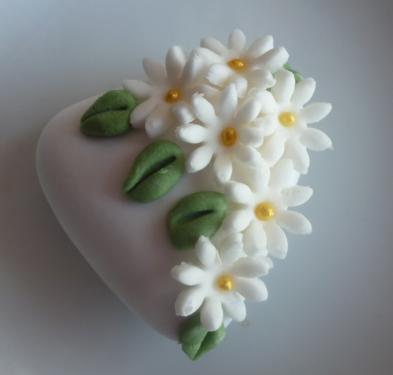
Een versierde confetti
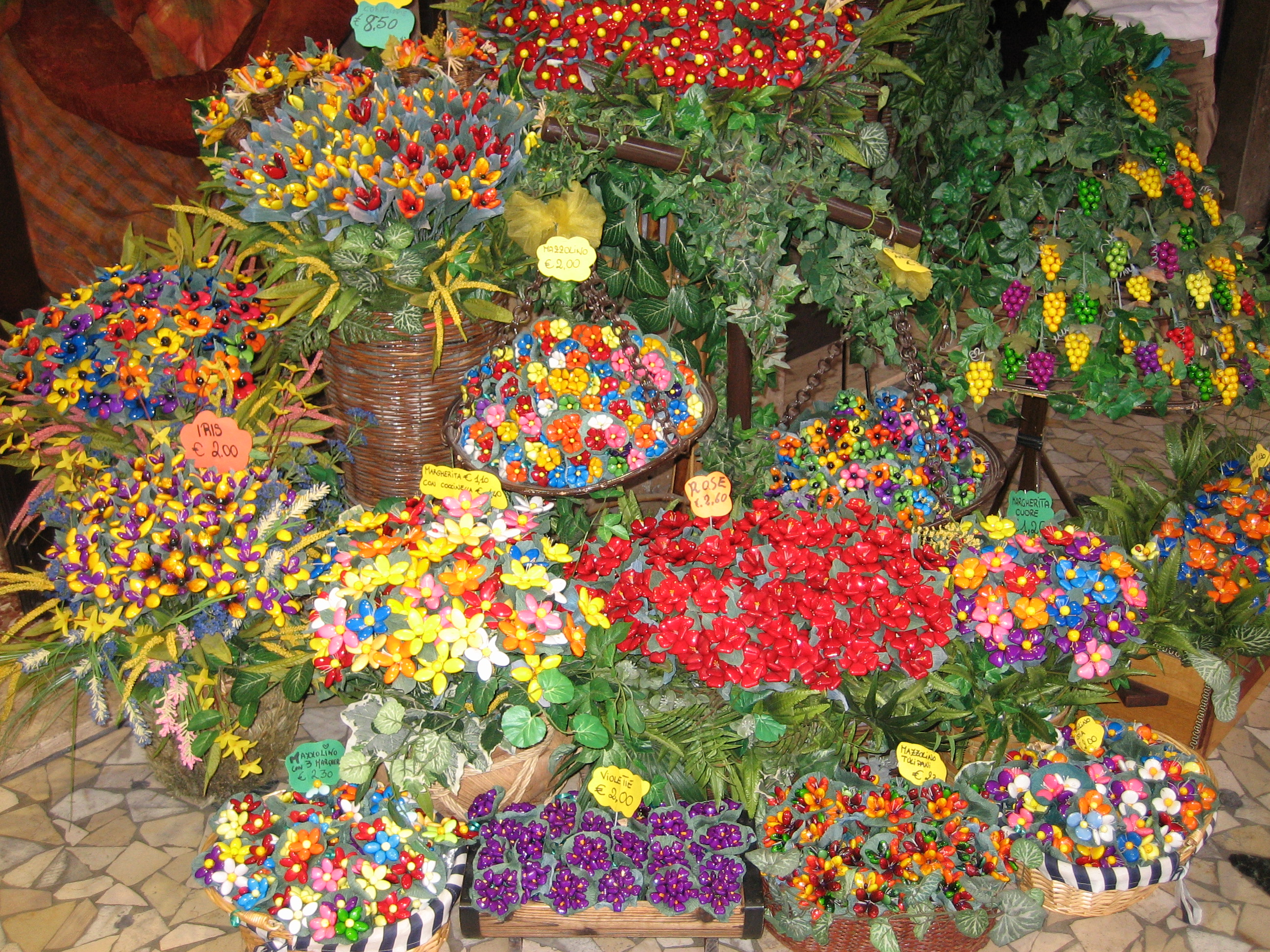
Bloemen en druiven van confetti

Dit soort snoepgoed werd vroeger onder andere in Duitsland tijdens carnavalsoptochten naar de menigte gestrooid net als elders de variant van papiersnippers.